# Gigante

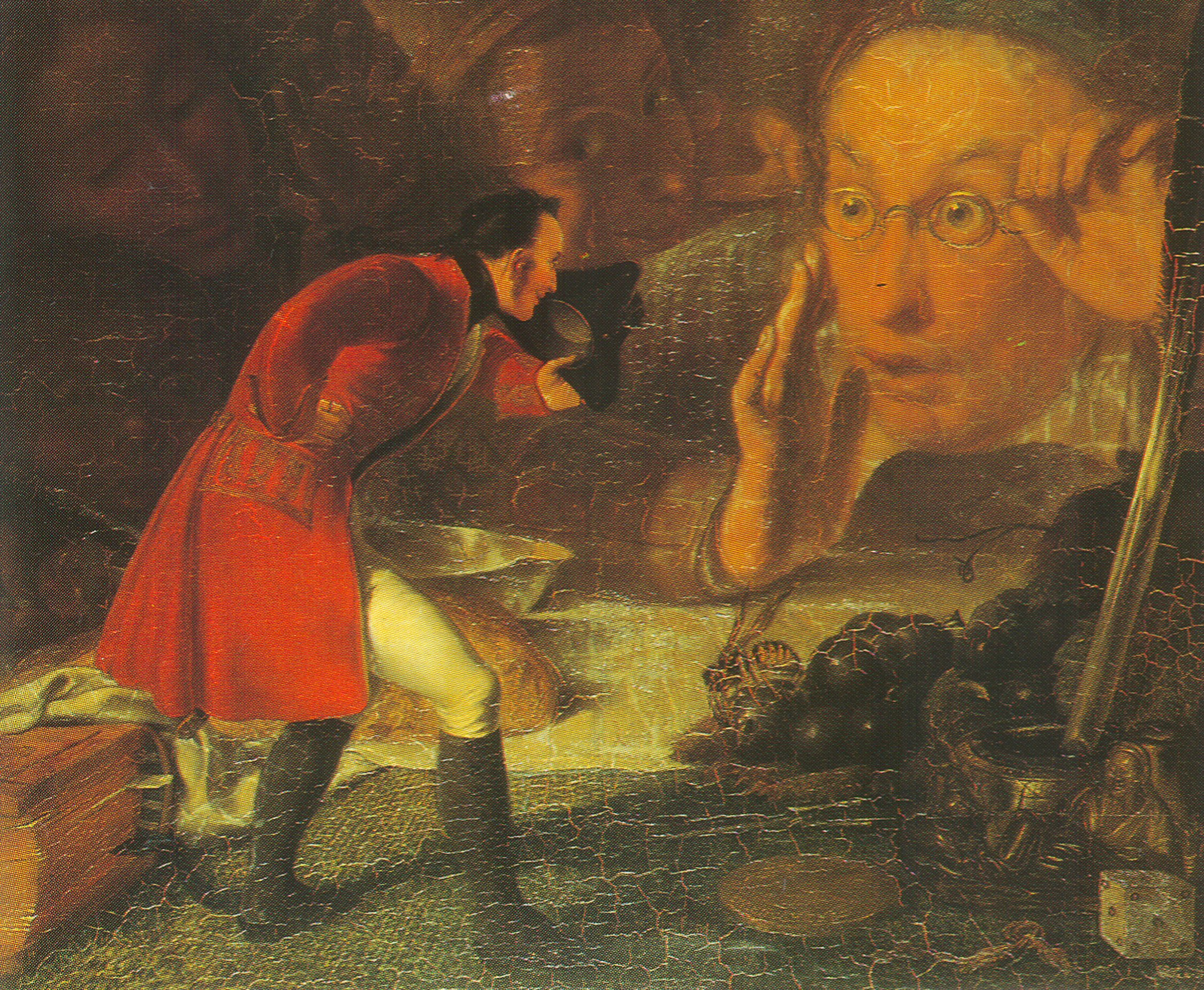
Gulliver

Un gigante è un essere dall'aspetto umano ma di incredibile statura e forza, che compare nelle mitologie, nel folclore e nelle fiabe di molte culture.
In molte tradizioni indoeuropee, i giganti sono creature associate all'origine stessa del cosmo, e rappresentano il caos primordiale a cui gli dèi si oppongono (questo tema per esempio ricorre sia nella mitologia greca che in quella norrena). In genere, i giganti sono rappresentati come esseri di grande forza, estremamente longevi, e tuttavia immorali e distruttivi. Nel folclore, questa immagine generale si è parzialmente trasformata; i giganti di fiabe come Jack e la pianta di fagioli sono stupidi, violenti e divorano gli esseri umani (specialmente i bambini); le loro caratteristiche sono quasi del tutto sovrapposte a quelle degli orchi. Esistono infine anche caratterizzazioni atipiche, come quella di Oscar Wilde, in cui i giganti appaiono intelligenti e amichevoli.

## I giganti biblici

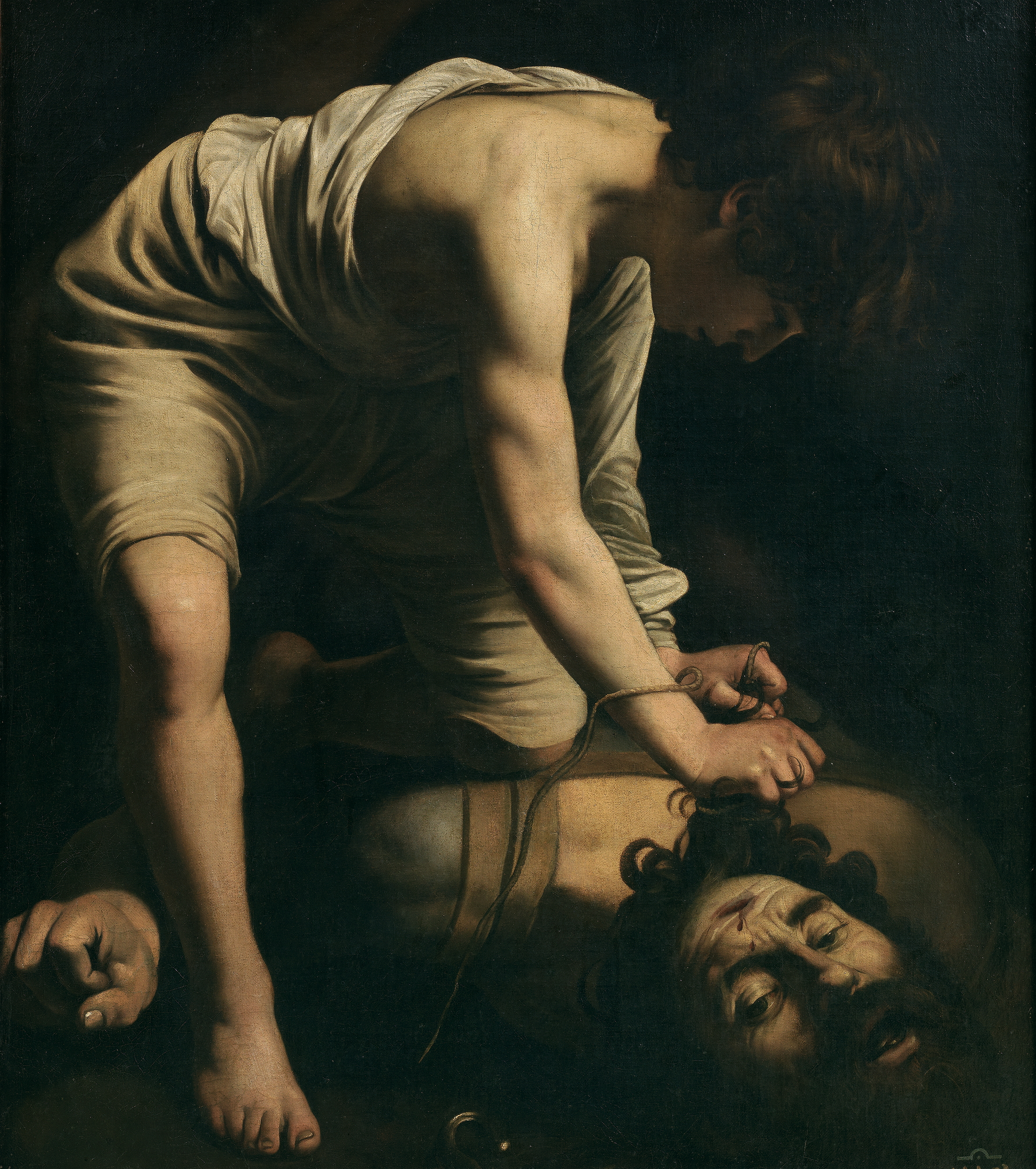
Il Davide e Golia di Caravaggio

La Bibbia cita un'antica razza chiamata nefilim ("i caduti"), una razza di giganti ibridi nati dall'unione di creature angeliche con donne. La Bibbia riporta anche il famoso combattimento fra David e il gigante Golia, sebbene Golia non sia descritto come un "nefilim", ma semplicemente come un campione alto all'incirca 210 cm. 
Di questo tema si occupa anche il Libro dei Giganti contenuto nel Libro di Enoch che descrive i giganti come i figli di angeli ribelli che si sono uniti alle donne terrestri e hanno insegnato agli umani la lavorazione dei metalli e altri mestieri in contrasto con i dettami divini. Nell'umanità si rompe l'armonia e si diffonde la corruzione. Gli arcangeli Michele, Raffaele, Gabriele notano la situazione e si rivolgono a Dio, il quale fa imprigionare gli angeli decaduti per mezzo degli arcangeli. Per suoi tramiti fra cui lo stesso Enoch, progenitore di Noè, Dio annuncia un diluvio universale che risparmierà solo Noè e i suoi figli per purificare il mondo dal male.

## I giganti greci

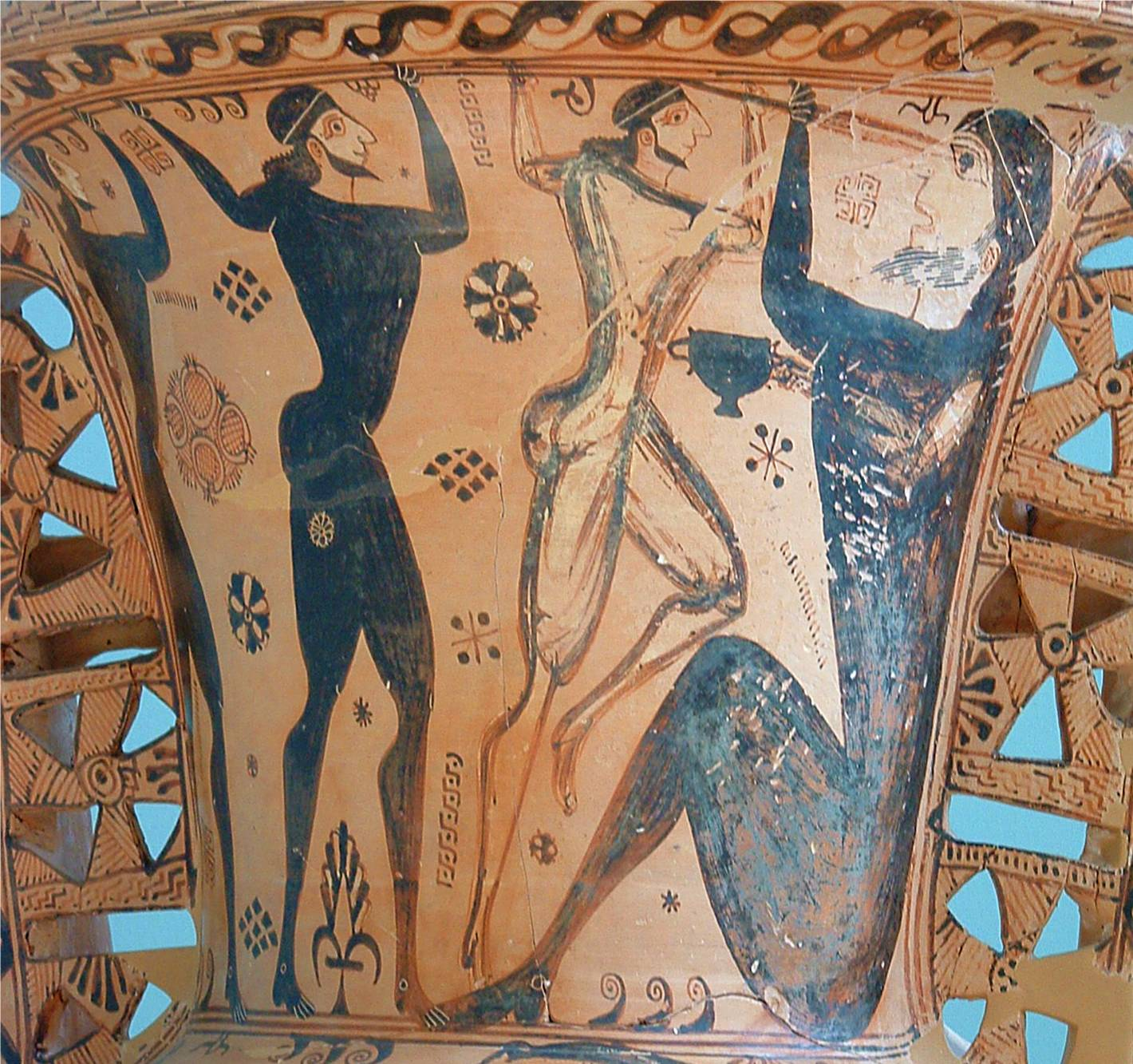
Ulisse colpisce il Ciclope

Nella mitologia greca, i γίγαντες erano esseri immortali come le divinità, e come ricorda Esiodo erano i figli di Urano e Gea. Queste creature diedero vita a una guerra con gli dei dell'Olimpo, la Gigantomachia (Γιγαντομαχία), che ebbe termine grazie all'intervento di Ercole.
Secondo i greci, alcuni giganti (per esempio Encelado) erano sepolti da allora nelle profondità della terra; i terremoti erano interpretati come sussulti di queste creature sepolte. 
Altre creature gigantesche della mitologia greca, i ciclopi (Κύκλωπες), gli ecatonchiri (Ἑκατόγχειρες) i titani, sono però distinte dai gigantes.

## I giganti norreni
Nelle mitologie germaniche – e in particolare in quella norrena, sulla quale si hanno maggiori informazioni - i giganti (jötnar in antico norvegese) sono fra le figure predominanti, a partire dalla stessa cosmogonia. I giganti infatti esistono da prima del mondo, che ebbe origine proprio dal corpo di un gigante, Ymir, spesso messo in relazione con Yama della mitologia indiana. Come in altre mitologie indoeuropee, i giganti della mitologia norrena rappresentano il caos ancestrale che minaccia in continuazione il mondo razionale e ordinato degli dèi (con i quali tuttavia sono imparentati in modi complessi). Molti dei mostri più terribili che abitano la terra sono giganti o progenie di giganti. La tradizione mitologica norrena prevede che nell'ora del Ragnarǫk, il "crepuscolo degli dèi" che porrà fine al mondo, i giganti attaccheranno la divina città di Ásgarðr.

## I giganti nel folklore
In molte zone d'Europa la tradizione popolare fa riferimento a giganti di varia natura, in molti casi per spiegare fenomeni naturali (come il terremoto) oppure le grandi costruzioni di civiltà antiche. Saxo Grammaticus, per esempio, cita i giganti per dar conto dei grandi monumenti che oggi sappiamo essere dovuti all'Impero Romano. Analogamente, nella mitologia basca i giganti vengono chiamati in causa per spiegare i dolmen e i menhir.
Più strettamente legate alla mitologia in senso stretto sono le numerose storie (diffuse specialmente nel Galles e in Irlanda) sul combattimento di eroi con i giganti. Queste creature appaiono anche nella letteratura bretone e nei romanzi arturiani; da qui sono giunti fino alle opere di Luigi Pulci, Ludovico Ariosto, Torquato Tasso ed Edmund Spenser.
Moltissime sono anche le fiabe che trattano di giganti, dalla celebre Jack e la pianta di fagioli alla fiaba di Oscar Wilde Il gigante egoista; nel folclore, tuttavia, non è sempre possibile distinguere i giganti da figure analoghe come orchi, troll o altri mostri antropomorfi.

## I giganti nella letteratura

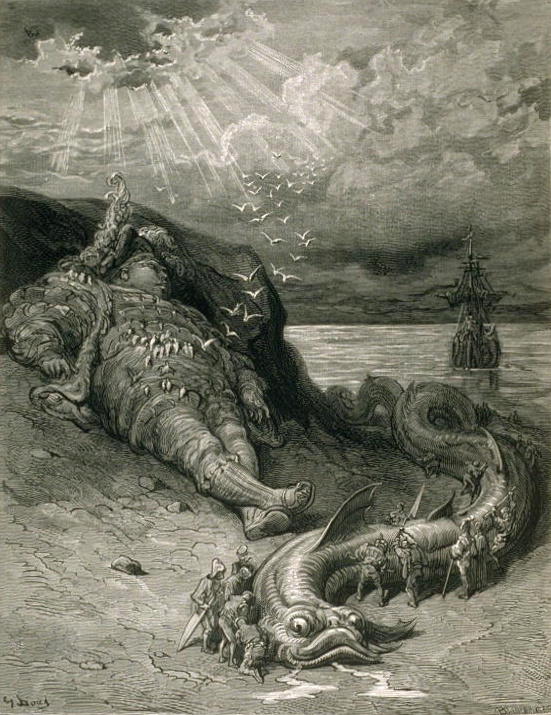
Pantagruele illustrato da Gustave Doré

Gargantua e Pantagruele sono due giganti, padre e figlio, protagonisti di un ciclo di romanzi satirici di François Rabelais, pubblicati a partire dal 1532.
Tra le raffigurazioni dei giganti nelle opere di letteratura, merita una menzione I viaggi di Gulliver, romanzo, anch'esso satirico, di Jonathan Swift del 1726. In questo romanzo Swift relativizza il concetto di gigante e evidenzia che anche un uomo normale può apparire un gigante, in confronto a creature più piccole. Infatti il protagonista Lemuel Gulliver visita nel suo secondo viaggio un paese di giganti, Brobdingnag, ma è egli stesso visto come un gigante nel suo primo viaggio a Lilliput, paese abitato da uomini alti 15–20 cm.
George R. R. Martin, nella sua popolare saga fantasy Cronache del ghiaccio e del fuoco, pubblicata dal 1996, descrive un popolo di giganti, alti tra i dieci e i quattordici piedi e cavalcatori di mammuth.

## Altri giganti
- San Cristoforo nella tradizione cattolica
- Gog e Magog (nella Bibbia)
- I "Patagoni", i giganteschi abitanti della Patagonia che Ferdinando Magellano sostenne di aver avvistato
- Rübezahl, un gigante gentile del folclore tedesco
- Gigantes y cabezudos ("Giganti e grosse teste"), sono personaggi delle processioni nelle fiestas spagnole
- Encelado
- Orione
- Willie il gigante
- Eren Jaeger
- Reiner Braun
- Eraclio (Colosso di Barletta)
- Gogmagog
- Ysbaddaden
- Mata e Grifone, figure leggendarie del folclore calabro-siciliano